# フランソワ・リュード
フランソワ・リュード（François Rude、1784年1月4日 - 1855年11月3日）はフランスの彫刻家である。新古典派からロマン主義に移る時代を代表する彫刻家の一人である。

## 略歴

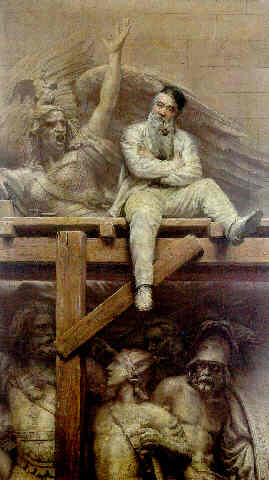
凱旋門で作業するリュード
ジョセフ＝ノエル・シルヴェストル(画),François Rude travaillant sur l'Arc de Triomphe (1893), collection particulière

ディジョンの鍛冶屋の息子に生まれた。ディジョンの国立高等美術学校で画家のフランソワ・ドヴォージュ（Francois Devosge）に学び、ディジョン美術館の学芸員で画家のルイ・フレミエ(Louis Frémiet)の支援を受けた。
1809年にパリにでてパリ国立高等美術学校に入学し、彫刻家のピエール・カルトリエ(Pierre Cartellier )のスタジオで学んだ。1812年に若手芸術家に留学奨学金の与えられるローマ賞を受賞したが、ナポレオンの政権末期の時期には在ローマ・フランス・アカデミーは財政難になっていてこの受賞から得られるものはなかった。
1815年にナポレオン・ボナパルトが失脚し、復古王政が始まった後、ナポレオン支持者だったルイ・フレミエの家族とともにネーデルラント連合王国のブリュッセルに亡命した。ブリュッセルに亡命した芸術家にはナポレオンの首席画家を務めていたジャック＝ルイ・ダヴィッドもいる。ブリュッセルで1921年にルイ・フレミエの娘で画家のソフィー・フレミエと結婚した。
ブリュッセルでは地元の建築家、バンデル・ストラテン(Charles Vander Straeten)の下で宮廷などの装飾を制作した。
1827年にパリに帰国し、サン＝ジェルヴェ＝サン＝プロテ教会の聖母像や、現在ルーブル美術館にあるメルクリウスの像を制作した。1833年にエトワール凱旋門の『義勇兵の出発』のレリーフを制作したことにより、レジオンドヌール勲章を受勲した。その後も政府などの注文を受けて多くの作品を制作した。
弟子には妻のいとこのエマニュエル・フレミエ(Emmanuel Frémie)やシャルル＝オーギュスト・ルブール(Charles-Auguste Lebourg)、ジャン＝バティスト・カルポー、ポール・キャベらがいる。

## 作品

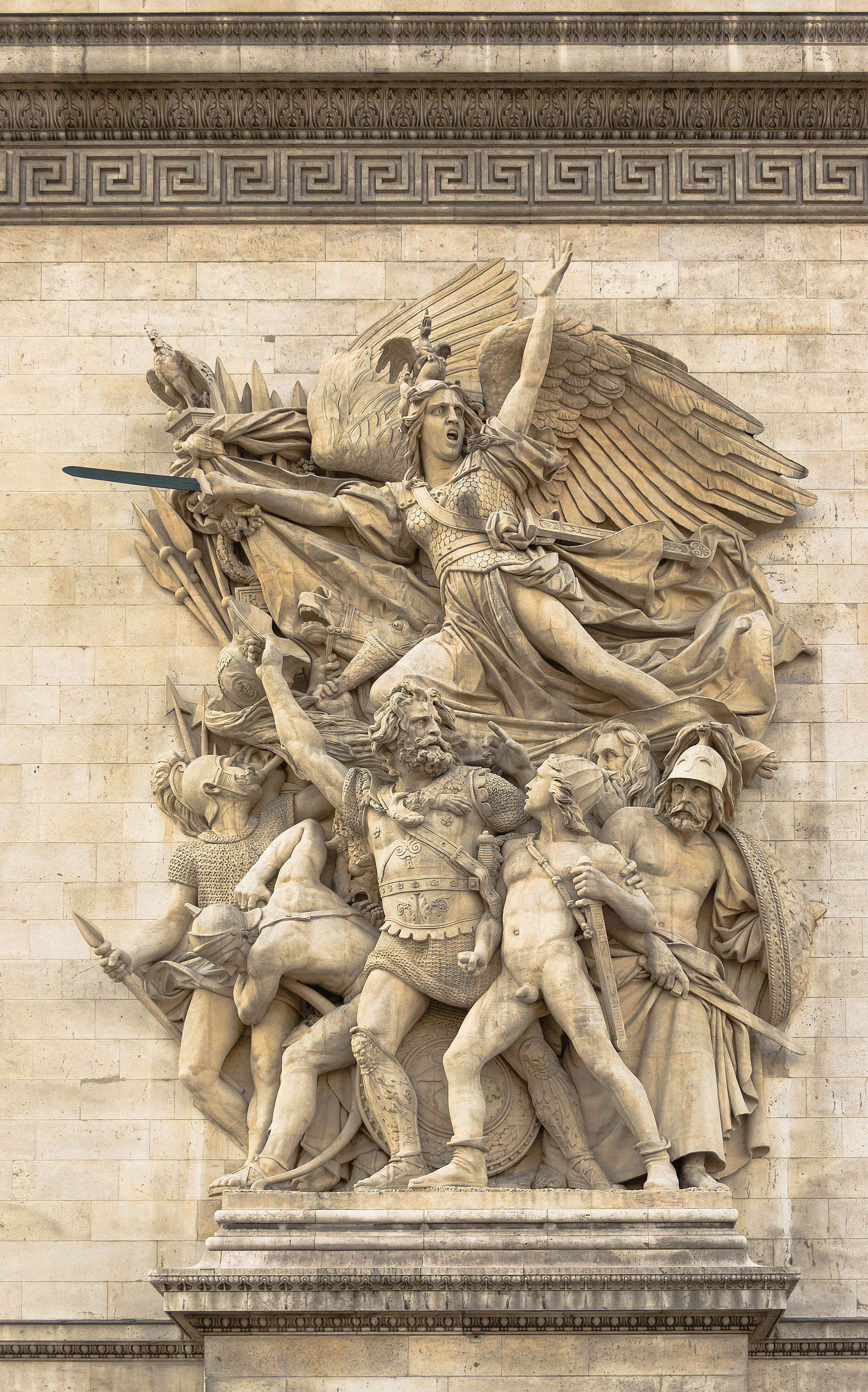
『義勇兵の出発』(別名 La Marseillaise)
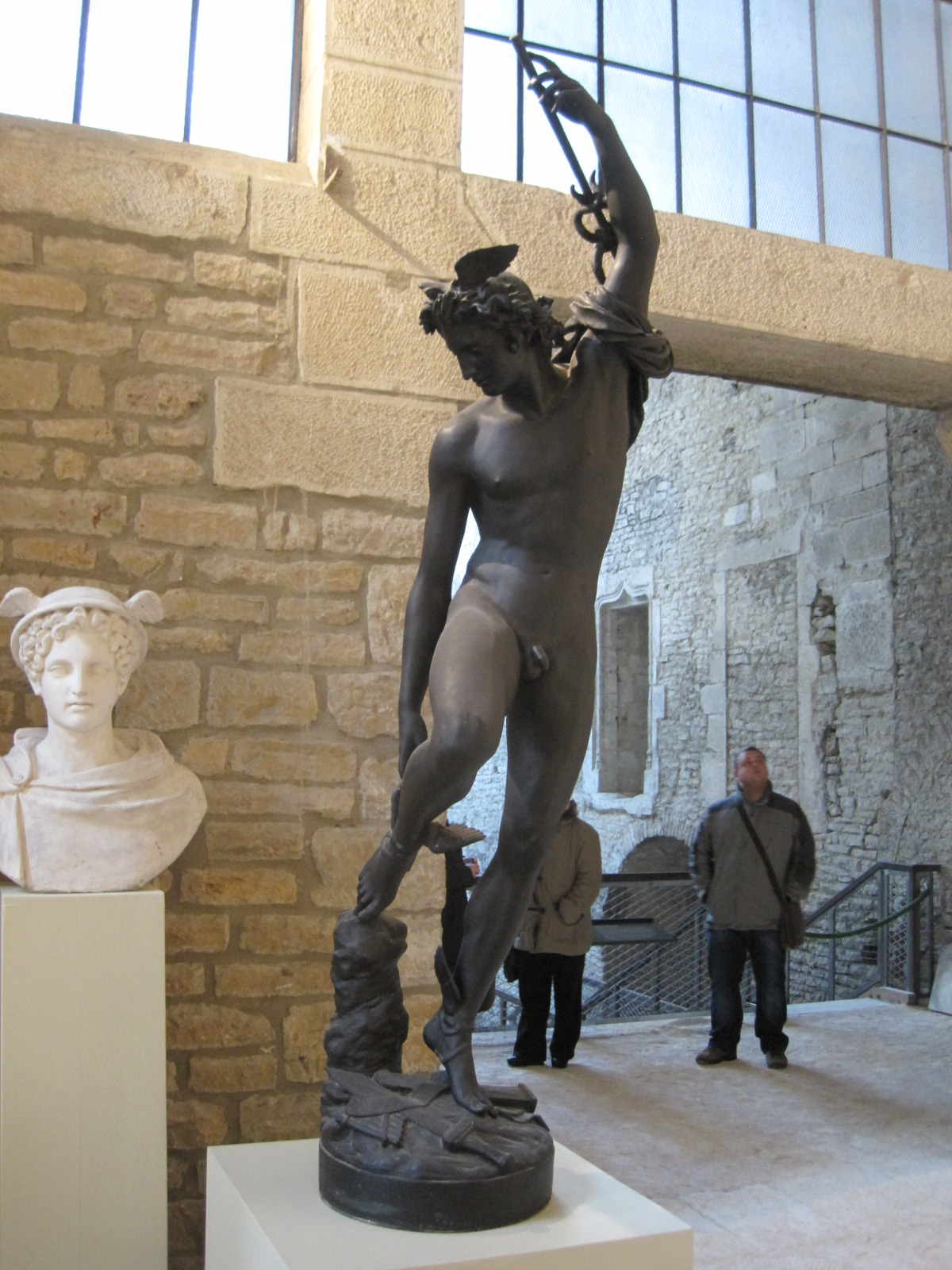
メルクリウス
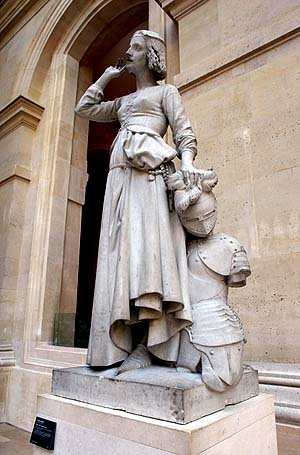
ジャンヌ・ダルク
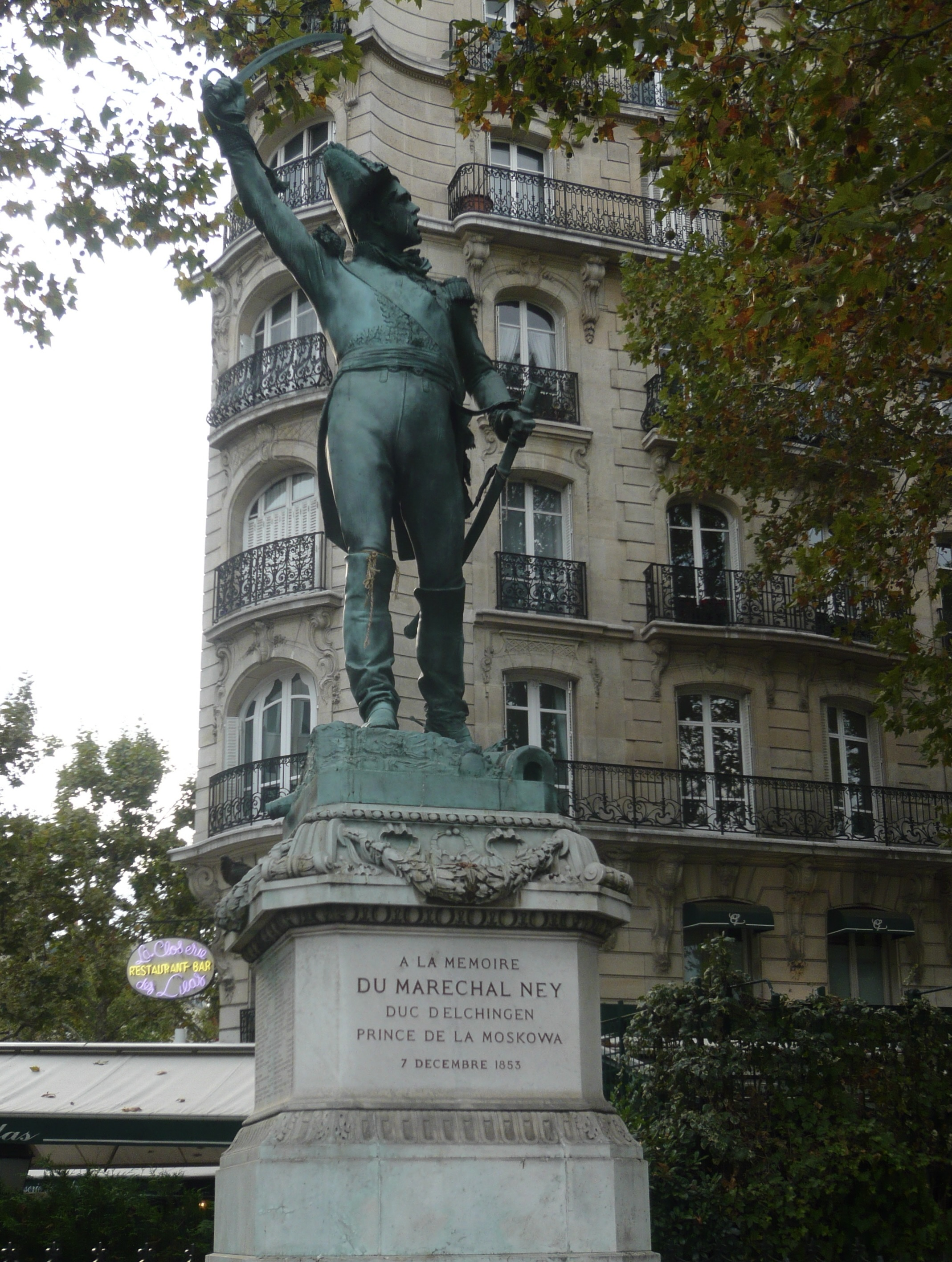
ミシェル・ネイ